# Hellas Verona Football Club 2021-2022
Questa voce raccoglie le informazioni riguardanti l'Hellas Verona Football Club nelle competizioni ufficiali della stagione 2021-2022.

## Stagione
Dopo due ottime stagioni sotto la guida del tecnico Ivan Jurić (svincolatosi al termine della stagione precedente), la società recluta come nuovo allenatore Eusebio Di Francesco, noto per aver portato il Sassuolo in massima serie. La società cede diversi giocatori importanti della rosa, tra cui Zaccagni, Dimarco e il portiere titolare Silvestri, rimpiazzandoli con Simeone, Caprari e Montipò.
Di Francesco esordisce battendo 3-0 il Catanzaro ai trentaduesimi di Coppa Italia ma inizia la stagione perdendo contro il Sassuolo (2-3); seguono altre due sconfitte consecutive contro Inter e Bologna, che già il 14 settembre portano Di Francesco ad essere sollevato dall'incarico. Al suo posto, la dirigenza recluta Igor Tudor, ex-giocatore e vice allenatore della Juventus; questi debutta cinque giorni dopo, cogliendo i primi punti stagionali in campionato per gli scaligeri grazie al successo interno sulla Roma di José Mourinho (3-2), imponendole la prima sconfitta stagionale. Dopo i pareggi esterni contro Salernitana e Genoa, tra i risultati di prestigio vi sono la vittoria interna sullo Spezia (4-0), la Lazio di Sarri (4-1), il 2-1 alla Juventus e la vittoria esterna in rimonta nel derby contro il neopromosso Venezia. Le sconfitte pesanti si sono invece registrate a casa di Milan (3-2), del Torino dell'ex Jurić (1-0), in casa contro l'Atalanta (1-2, quest'ultima in corsa per la Champions) e l'eliminazione dalla Coppa Italia contro il neopromosso Empoli.
Il 9 gennaio 2022 la tifoseria emana un comunicato stampa con il quale si rifiutano di entrare allo stadio contro la Salernitana (1-2), in segno di protesta alle restrizioni contro il COVID-19 emanate dal Governo Draghi, poiché ritenute eccessive. Il 16 gennaio successivo, Antonín Barák segna la sua prima tripletta nella vittoria esterna per 4-2 sul Sassuolo, oltre a fornire a Caprari l'assist per il gol del provvisorio 1-0. Intanto, durante la sessione invernale di calciomercato si registrano la vendita di Kalinić e gli acquisti di Panagiōtīs Retsos e Mateusz Praszelik, che debuttano in casa della Juventus contro la quale perdono 2-0. Altre vittorie rilevanti sono il 4-0 all'Udinese e il 3-1 contro il Venezia. Il 9 aprile la squadra gioca in casa dell'Inter (perdendo 2-0) con il lutto al braccio in memoria di Emiliano Mascetti, il direttore sportivo artefice dello scudetto scaligero scomparso due giorni prima. Le sconfitte pesanti vengono contro il Napoli (1-2) e il Milan alla terzultima giornata (1-3). Tra i risultati migliori vi sono invece la vittoria in casa dell'Atalanta (1-2), ormai in caduta libera il 2-2 in casa della Roma e il 3-3 contro la Lazio all'ultima giornata, deciso dal primo gol in Serie A di Martin Hongla.
Complessivamente, la squadra lotta per l'accesso alle coppe europee e chiude al nono posto sfiorando il record societario di punti in massima serie. Invero, grazie alle reti segnate da Simeone (17), Caprari (12) e Barák (11), il "tridente scaligero" di tale stagione diventa uno dei migliori attacchi di tutta Europa, unico in Italia con tutte le tre punte in doppia cifra, che a marzo era secondo solo al Liverpool di Klopp.
Il 28 maggio 2022 Tudor si separa consensualmente dal club, essendo in disaccordo con la politica della dirigenza.

## Divise e sponsor
Vengono riconfermati sia lo sponsor tecnico, Macron, sia lo sponsor ufficiale, Sinergy.
La prima divisa, colorata con un blu più chiaro e maggiori spazi gialli rispetto alla stagione precedente, presenta sul torso i cancelli delle Arche scaligere, in omaggio al 700º anniversario della scomparsa di Dante Alighieri e al luogo di sepoltura di Cangrande della Scala, Signore di Verona che ospitò il poeta durante i suoi lunghi soggiorni nella città; Dante, inoltre, essendo un grande amico del governatore Scaligero, gli dedicò il Paradiso. Le Arche sono raffigurate anche sulle maniche della terza divisa, di un insolito verde per richiamare il Palio del drappo verde, citato dallo stesso poeta nell'Inferno e abbinata a pantaloni bianchi o neri.
| Casa | Trasferta | Terza divisa | Terza alternativa | Portiere |

## Rosa
| N. |                       | Ruolo | Calciatore          |
| -- | --------------------- | ----- | ------------------- |
| 1  | Croazia (bandiera)    | P     | Ivor Pandur         |
| 3  | Argentina (bandiera)  | D     | Bruno Amione        |
| 4  | Portogallo (bandiera) | C     | Miguel Veloso       |
| 5  | Italia (bandiera)     | D     | Davide Faraoni      |
| 7  | Rep. Ceca (bandiera)  | C     | Antonín Barák       |
| 8  | Serbia (bandiera)     | C     | Darko Lazović       |
| 9  | Croazia (bandiera)    | A     | Nikola Kalinić      |
| 10 | Italia (bandiera)     | C     | Mattia Zaccagni     |
| 10 | Italia (bandiera)     | C     | Gianluca Caprari    |
| 11 | Italia (bandiera)     | A     | Kevin Lasagna       |
| 12 | Italia (bandiera)     | P     | Nicola Borghetto    |
| 12 | Italia (bandiera)     | P     | Mattia Chiesa       |
| 14 | Serbia (bandiera)     | C     | Ivan Ilić           |
| 15 | Turchia (bandiera)    | D     | Mert Çetin          |
| 16 | Italia (bandiera)     | D     | Nicolò Casale       |
| 17 | Italia (bandiera)     | D     | Federico Ceccherini |
| 18 | Italia (bandiera)     | A     | Matteo Cancellieri  |
| 20 | Svizzera (bandiera)   | C     | Kevin Rüegg         |
| 21 | Germania (bandiera)   | D     | Koray Günter        |
| 22 | Italia (bandiera)     | P     | Alessandro Berardi  |
| 23 | Italia (bandiera)     | D     | Giangiacomo Magnani |
| 24 | Italia (bandiera)     | C     | Daniel Bessa        |
| 26 | Italia (bandiera)     | D     | Christian Pierobon  |

| N. |                      | Ruolo | Calciatore          |
| -- | -------------------- | ----- | ------------------- |
| 27 | Polonia (bandiera)   | D     | Paweł Dawidowicz    |
| 29 | Italia (bandiera)    | D     | Fabio Depaoli       |
| 30 | Italia (bandiera)    | D     | Gianluca Frabotta   |
| 31 | Croazia (bandiera)   | D     | Boško Šutalo        |
| 32 | Italia (bandiera)    | A     | Antonino Ragusa     |
| 32 | Slovenia (bandiera)  | A     | David Flakus Bosilj |
| 39 | Italia (bandiera)    | D     | Davide Redondi      |
| 42 | Italia (bandiera)    | D     | Diego Coppola       |
| 45 | Grecia (bandiera)    | D     | Panagiōtīs Retsos   |
| 61 | Camerun (bandiera)   | C     | Adrien Tameze       |
| 63 | Italia (bandiera)    | C     | Mattia Turra        |
| 70 | Italia (bandiera)    | A     | Davide Bragantini   |
| 71 | Italia (bandiera)    | A     | Mattia Florio       |
| 74 | Italia (bandiera)    | P     | Elia Boseggia       |
| 78 | Camerun (bandiera)   | C     | Martin Hongla       |
| 80 | Estonia (bandiera)   | P     | Kaur Kivila         |
| 88 | Polonia (bandiera)   | C     | Mateusz Praszelik   |
| 94 | Italia (bandiera)    | P     | Giacomo Toniolo     |
| 96 | Italia (bandiera)    | P     | Lorenzo Montipò     |
| 97 | Italia (bandiera)    | D     | Filippo Terracciano |
| 99 | Italia (bandiera)    | A     | Samuel Di Carmine   |
| 99 | Argentina (bandiera) | A     | Giovanni Simeone    |

## Calciomercato

### Sessione estiva(dal 1º luglio al 31 agosto 2021)
| Acquisti         | Acquisti                | Acquisti        | Acquisti                                         |
| R.               | Nome                    | da              | Modalità                                         |
| ---------------- | ----------------------- | --------------- | ------------------------------------------------ |
| P                | Lorenzo Montipò         | Benevento       | prestito con obbligo di riscatto                 |
| D                | Salvatore Bocchetti     | Pescara         | fine prestito                                    |
| D                | Federico Ceccherini     | Fiorentina      | riscatto prestito                                |
| D                | Alan Empereur           | Palmeiras       | fine prestito                                    |
| D                | Gianluca Frabotta       | Juventus        | prestito con diritto di opzione e contro opzione |
| D                | Giangiacomo Magnani     | Sassuolo        | riscatto prestito                                |
| D                | Boško Šutalo            | Atalanta        | prestito                                         |
| C                | Antonín Barák           | Udinese         | riscatto prestito                                |
| C                | Gianluca Caprari        | Sampdoria       | prestito con diritto di opzione                  |
| C                | Andrea Danzi            | Ascoli          | fine prestito                                    |
| C                | Martin Hongla           | Anversa         | prestito con obbligo di riscatto                 |
| C                | Ivan Ilić               | Manchester City | definitivo                                       |
| A                | Karim Laribi            | Reggiana        | fine prestito                                    |
| A                | Samuel Di Carmine       | Crotone         | fine prestito                                    |
| A                | Kevin Lasagna           | Udinese         | riscatto prestito                                |
| A                | Antonino Ragusa         | Brescia         | fine prestito                                    |
| A                | Giovanni Simeone        | Cagliari        | prestito con diritto di opzione                  |
| A                | Mariusz Stępiński       | Lecce           | fine prestito                                    |
| Altre operazioni |                         |                 |                                                  |
| R.               | Nome                    | da              | Modalità                                         |
| P                | Elia Boseggia           | Chievo          | svincolato                                       |
| D                | Rayyan Baniya           | Mantova         | fine prestito                                    |
| D                | Nicolò Casale           | Empoli          | fine prestito                                    |
| D                | J Renson Ebengue-Ewelan | Troyes          | definitivo                                       |
| D                | Filippo Grassi          | Atalanta        | prestito                                         |
| D                | Davide Redondi          | Inter           | definitivo                                       |
| C                | Andrea Colistra         | Ascoli          | definitivo                                       |
| C                | Lucas Felippe           | Mantova         | fine prestito                                    |
| C                | Luca Schirone           | Cremonese       | prestito                                         |
| C                | Sebastiano Verzini      | Chievo          | svincolato                                       |
| A                | David Flakus Bosilj     | Aluminij        | definitivo                                       |
| A                | Federico Caia           | Livorno         | definitivo                                       |
| A                | Matteo Cancellieri      | Roma            | riscatto prestito                                |
| A                | Adama Sane              | Mantova         | fine prestito                                    |
| A                | Ľubomír Tupta           | Sion            | fine prestito                                    |

| Cessioni         | Cessioni            | Cessioni         | Cessioni                                        |
| R.               | Nome                | a                | Modalità                                        |
| ---------------- | ------------------- | ---------------- | ----------------------------------------------- |
| P                | Marco Silvestri     | Udinese          | definitivo                                      |
| D                | Bruno Amione        | Reggina          | prestito                                        |
| D                | Salvatore Bocchetti | -                | fine carriera                                   |
| D                | Federico Dimarco    | Inter            | fine prestito                                   |
| D                | Alan Empereur       | -                | rescissione consensuale                         |
| D                | Matteo Lovato       | Atalanta         | definitivo (8 milioni € + 3 milioni € di bonus) |
| D                | Destiny Udogie      | Udinese          | prestito con obbligo di riscatto                |
| C                | Marco Benassi       | Fiorentina       | fine prestito                                   |
| C                | Andrea Danzi        | Cittadella       | definitivo                                      |
| C                | Ivan Ilić           | Manchester City  | fine prestito                                   |
| C                | Karim Laribi        | Reggina          | definitivo                                      |
| C                | Stefano Sturaro     | Genoa            | fine prestito                                   |
| C                | Ronaldo Vieira      | Sampdoria        | fine prestito                                   |
| C                | Mattia Zaccagni     | Lazio            | prestito con obbligo di riscatto                |
| A                | Ebrima Colley       | Atalanta         | fine prestito                                   |
| A                | Samuel Di Carmine   | Cremonese        | definitivo                                      |
| A                | Andrea Favilli      | Genoa            | fine prestito                                   |
| A                | Eddie Salcedo       | Inter            | fine prestito                                   |
| A                | Mariusz Stępiński   | Arīs Limassol    | prestito                                        |
| Altre operazioni |                     |                  |                                                 |
| R.               | Nome                | da               | Modalità                                        |
| P                | Nicola Borghetto    | Monterosi Tuscia | prestito                                        |
| D                | Rayyan Baniya       | Fatih Karagümrük | definitivo                                      |
| D                | Nunzio Brandi       | Lucchese         | prestito                                        |
| C                | Lucas Felippe       | Farense          | definitivo                                      |
| C                | Bogdan Jočić        | Metalac          | prestito                                        |
| A                | Lorenzo Bertini     | Mantova          | prestito                                        |
| A                | Adama Sane          | Latina           | prestito                                        |
| A                | Ľubomír Tupta       | Slovan Liberec   | prestito con diritto di opzione                 |

### Sessione invernale(dal 3 gennaio al 31 gennaio)
| Acquisti         | Acquisti          | Acquisti         | Acquisti                        |
| R.               | Nome              | da               | Modalità                        |
| ---------------- | ----------------- | ---------------- | ------------------------------- |
| D                | Fabio Depaoli     | Sampdoria        | prestito con diritto di opzione |
| D                | Panagiōtīs Retsos | Bayer Leverkusen | definitivo                      |
| C                | Mateusz Praszelik | Śląsk Breslavia  | prestito con diritto di opzione |
| Altre operazioni |                   |                  |                                 |
| R.               | Nome              | da               | Modalità                        |
| P                | Mattia Chiesa     | Trento           | fine prestito                   |
| D                | Daniele Ghilardi  | Fiorentina       | definitivo                      |
| C                | Bogdan Jočić      | Metalac          | fine prestito                   |
| D                | Otto Kemppainen   | RoPS             | definitivo                      |

| Cessioni         | Cessioni            | Cessioni     | Cessioni                        |
| R.               | Nome                | a            | Modalità                        |
| ---------------- | ------------------- | ------------ | ------------------------------- |
| D                | Mert Çetin          | Kayserispor  | prestito                        |
| D                | Giangiacomo Magnani | Sampdoria    | prestito con diritto di opzione |
| D                | Kevin Rüegg         | Lugano       | prestito                        |
| A                | Antonino Ragusa     | Lecce        | definitivo                      |
| Altre operazioni |                     |              |                                 |
| R.               | Nome                | a            | Modalità                        |
| C                | Bogdan Jočić        | Pro Vercelli | prestito                        |

### Operazioni esterne alle sessioni
| Acquisti | Acquisti | Acquisti | Acquisti | Acquisti |
| R.       | Nome     | da       | Data     | Modalità |
| -------- | -------- | -------- | -------- | -------- |

| Cessioni | Cessioni       | Cessioni | Cessioni        | Cessioni                |
| R.       | Nome           | a        | Data            | Modalità                |
| -------- | -------------- | -------- | --------------- | ----------------------- |
| A        | Nikola Kalinić |          | 6 febbraio 2022 | risoluzione consensuale |

## Risultati

### Serie A

#### Girone di andata
| Arbitro: | Volpi (Arezzo) |

|                          |           |                                      |
| Zaccagni 71’ (rig.), 90’ | Marcatori | 32’ Raspadori 51’ Đuričić 77’ Traorè |

| Arbitro: | Manganiello (Pinerolo) |

|          |           |                                |
| Ilić 15’ | Marcatori | 47’ Martínez 83’, 90+4’ Correa |

| Arbitro: | Pezzuto (Lecce) |

|              |           |  |
| Svanberg 78’ | Marcatori |  |

| Arbitro: | Maresca (Napoli) |

|                                   |           |                                    |
| Barák 49’ Caprari 54’ Faraoni 63’ | Marcatori | 36’ Lo. Pellegrini 58’ (aut.) Ilić |

| Arbitro: | Irrati (Pistoia) |

|                              |           |                 |
| Gondo 45+2’ M. Coulibaly 76’ | Marcatori | 7’, 29’ Kalinić |

| Arbitro: | Doveri (Roma) |

|                                     |           |                                           |
| Criscito 77’ (rig.) Destro 80’, 85’ | Marcatori | 8’ Simeone 49’ (rig.) Barák 90+1’ Kalinić |

| Arbitro: | Camplone (Pescara) |

|                                              |           |  |
| Simeone 4’ Faraoni 15’ Caprari 42’ Bessa 71’ | Marcatori |  |

| Arbitro: | Prontera (Bologna) |

|                                                |           |                             |
| Giroud 59’ Kessié 76’ (rig.) Günter 78’ (aut.) | Marcatori | 7’ Caprari 24’ (rig.) Barák |

| Arbitro: | Piccinini (Forlì) |

|                              |           |              |
| Simeone 30’, 36’, 62’, 90+2’ | Marcatori | 46’ Immobile |

| Arbitro: | Marchetti (Ostia Lido) |

|          |           |                  |
| Isaac 3’ | Marcatori | 83’ (rig.) Barák |

| Arbitro: | Marinelli (Tivoli) |

|                  |           |              |
| Simeone 11’, 14’ | Marcatori | 80’ McKennie |

| Arbitro: | Ayroldi (Molfetta) |

|                |           |             |
| Di Lorenzo 18’ | Marcatori | 13’ Simeone |

| Arbitro: | Gariglio (Pinerolo) |

|                        |           |                  |
| Barák 49’ Tameze 90+1’ | Marcatori | 67’ S. Romagnoli |

| Arbitro: | Maggioni (Lecco) |

|                                  |           |            |
| Candreva 51’ Ekdal 77’ Murru 90’ | Marcatori | 37’ Tameze |

| Verona 30 novembre 2021, ore 20:45 CET 15ª giornata | Verona             | 0 – 0 referto | Cagliari | Stadio Marcantonio Bentegodi (12 188 spett.)\| Arbitro: \| Marcenaro (Genova) \| |
| Arbitro:                                            | Marcenaro (Genova) |               |          |                                                                                  |

| Arbitro: | Prontera (Bologna) |

|                                     |           |                                                      |
| Ceccaroni 12’ Črnigoj 19’ Henry 27’ | Marcatori | 52’ (aut.) Henry 65’ (rig.) Caprari 67’, 85’ Simeone |

| Arbitro: | Sacchi (Macerata) |

|             |           |                              |
| Simeone 22’ | Marcatori | 37’ Mirančuk 62’ Koopmeiners |

| Arbitro: | Fabbri (Ravenna) |

|            |           |  |
| Pobega 26’ | Marcatori |  |

| Arbitro: | Doveri (Roma) |

|             |           |                 |
| Lasagna 17’ | Marcatori | 81’ Castrovilli |

#### Girone di ritorno
| Arbitro: | Mariani (Aprilia) |

|           |           |                  |
| Erlić 85’ | Marcatori | 59’, 70’ Caprari |

| Arbitro: | Dionisi (L'Aquila) |

|             |           |                               |
| Lazović 63’ | Marcatori | 29’ (rig.) Đurić 70’ Kastanos |

| Arbitro: | Prontera (Bologna) |

|                         |           |                                          |
| Scamacca 54’ Defrel 67’ | Marcatori | 37’ Caprari 44’, 57’ (rig.), 90+4’ Barák |

| Arbitro: | Gariglio (Pinerolo) |

|                         |           |              |
| Caprari 54’ Kalinić 85’ | Marcatori | 14’ Orsolini |

| Arbitro: | Massimi (Termoli) |

|                          |           |  |
| Vlahović 13’ Zakaria 61’ | Marcatori |  |

| Arbitro: | Colombo (Como) |

|                                             |           |  |
| Depaoli 2’ Barák 31’ Caprari 66’ Tameze 84’ | Marcatori |  |

| Arbitro: | Pairetto (Nichelino) |

|                      |           |                     |
| Volpato 65’ Bove 84’ | Marcatori | 5’ Barák 20’ Tameze |

| Arbitro: | Sacchi (Macerata) |

|                       |           |             |
| Simeone 54’, 63’, 88’ | Marcatori | 81’ Okereke |

| Arbitro: | Manganiello (Pinerolo) |

|            |           |                    |
| Piątek 10’ | Marcatori | 20’ (rig.) Caprari |

| Arbitro: | Doveri (Roma) |

|             |           |                  |
| Faraoni 77’ | Marcatori | 14’, 71’ Osimhen |

| Arbitro: | Marcenaro (Genova) |

|                  |           |                 |
| Di Francesco 21’ | Marcatori | 71’ Cancellieri |

| Arbitro: | Fourneau (Roma) |

|            |           |  |
| Simeone 5’ | Marcatori |  |

| Arbitro: | Marinelli (Tivoli) |

|                       |           |  |
| Barella 22’ Džeko 30’ | Marcatori |  |

| Arbitro: | Piccinini (Forlì) |

|              |           |                                         |
| Scalvini 82’ | Marcatori | 45+2’ Ceccherini 55’ (aut.) Koopmeiners |

| Arbitro: | Ayroldi (Molfetta) |

|             |           |            |
| Caprari 78’ | Marcatori | 44’ Caputo |

| Arbitro: | Orsato (Schio) |

|                |           |                      |
| João Pedro 57’ | Marcatori | 8’ Barák 44’ Caprari |

| Arbitro: | Doveri (Roma) |

|             |           |                                |
| Faraoni 38’ | Marcatori | 45+3’, 50’ Tonali 86’ Florenzi |

| Arbitro: | Camplone (Pescara) |

|  |           |             |
|  | Marcatori | 19’ Brekalo |

| Arbitro: | Colombo (Como) |

|                                                 |           |                                   |
| Jovane Cabral 16’ Felipe Anderson 29’ Pedro 62’ | Marcatori | 6’ Simeone 14’ Lasagna 76’ Hongla |

### Coppa Italia

#### Turni eliminatori
| Arbitro: | Pairetto (Nichelino) |

|                                         |           |  |
| Günter 23’ Fazio 33’ (aut.) Lazović 42’ | Marcatori |  |

| Arbitro: | Dionisi (L'Aquila) |

|                                     |           |                                                   |
| Cancellieri 18’ Ilić 86’ Ragusa 88’ | Marcatori | 15’ La Mantia 66’ (rig.), 70’ Mancuso 74’ Bajrami |

## Statistiche

### Statistiche di squadra
| Competizione | Punti | In casa | In casa | In casa | In casa | In casa | In casa | In trasferta | In trasferta | In trasferta | In trasferta | In trasferta | In trasferta | Totale | Totale | Totale | Totale | Totale | Totale | DR |
| Competizione | Punti | G       | V       | N       | P       | Gf      | Gs      | G            | V            | N            | P            | Gf           | Gs           | G      | V      | N      | P      | Gf     | Gs     | DR |
| ------------ | ----- | ------- | ------- | ------- | ------- | ------- | ------- | ------------ | ------------ | ------------ | ------------ | ------------ | ------------ | ------ | ------ | ------ | ------ | ------ | ------ | -- |
| Serie A      | 53    | 19      | 9       | 3       | 7       | 34      | 25      | 19           | 5            | 8            | 6            | 31           | 34           | 38     | 14     | 11     | 13     | 65     | 59     | +6 |
| Coppa Italia | -     | 2       | 1       | 0       | 1       | 6       | 4       | 0            | 0            | 0            | 0            | 0            | 0            | 2      | 1      | 0      | 1      | 6      | 4      | +2 |
| Totale       | -     | 21      | 10      | 3       | 8       | 40      | 29      | 19           | 5            | 8            | 6            | 31           | 34           | 40     | 15     | 11     | 14     | 71     | 63     | +8 |

### Andamento in campionato
| Giornata  | 1  | 2  | 3  | 4  | 5  | 6  | 7  | 8  | 9  | 10 | 11 | 12 | 13 | 14 | 15 | 16 | 17 | 18 | 19 | 20 | 21 | 22 | 23 | 24 | 25 | 26 | 27 | 28 | 29 | 30 | 31 | 32 | 33 | 34 | 35 | 36 | 37 | 38 |
| --------- | -- | -- | -- | -- | -- | -- | -- | -- | -- | -- | -- | -- | -- | -- | -- | -- | -- | -- | -- | -- | -- | -- | -- | -- | -- | -- | -- | -- | -- | -- | -- | -- | -- | -- | -- | -- | -- | -- |
| Luogo     | C  | C  | T  | C  | T  | T  | C  | T  | C  | T  | C  | T  | C  | T  | C  | T  | C  | T  | C  | T  | C  | T  | C  | T  | C  | T  | C  | T  | C  | T  | C  | T  | T  | C  | T  | C  | C  | T  |
| Risultato | P  | P  | P  | V  | N  | N  | V  | P  | V  | N  | V  | N  | V  | P  | N  | V  | P  | P  | N  | V  | P  | V  | V  | P  | V  | N  | V  | N  | P  | N  | V  | P  | V  | N  | V  | P  | P  | N  |
| Posizione | 13 | 16 | 19 | 14 | 14 | 14 | 11 | 12 | 11 | 10 | 8  | 10 | 9  | 10 | 10 | 10 | 11 | 13 | 12 | 10 | 12 | 10 | 9  | 9  | 9  | 9  | 9  | 9  | 9  | 10 | 9  | 10 | 9  | 9  | 9  | 9  | 9  | 9  |

Fonte:  Serie A – Classifica, su legaseriea.it.
Legenda:

Luogo: C = Casa; T = Trasferta. Risultato: V = Vittoria; N = Pareggio; P = Sconfitta.

### Statistiche dei giocatori
Sono in corsivo i calciatori che hanno lasciato la società a stagione in corso.
| Giocatore      | Serie A  | Serie A | Serie A     | Serie A    | Coppa Italia | Coppa Italia | Coppa Italia | Coppa Italia | Totale   | Totale | Totale      | Totale     |
| Giocatore      | Presenze | Reti    | Ammonizioni | Espulsioni | Presenze     | Reti         | Ammonizioni  | Espulsioni   | Presenze | Reti   | Ammonizioni | Espulsioni |
| -------------- | -------- | ------- | ----------- | ---------- | ------------ | ------------ | ------------ | ------------ | -------- | ------ | ----------- | ---------- |
| B. Amione      | -        | -       | -           | -          | 0            | 0            | 0            | 0            | 0        | 0      | 0           | 0          |
| A. Barák       | 29       | 11      | 4           | 0          | 1            | 0            | 0            | 0            | 30       | 11     | 4           | 0          |
| A. Berardi     | 1        | -3      | 0           | 0          | 0            | 0            | 0            | 0            | 1        | -3     | 0           | 0          |
| D. Bessa       | 24       | 1       | 5           | 1          | 1            | 0            | 0            | 0            | 25       | 1      | 5           | 1          |
| N. Borghetto   | -        | -       | -           | -          | 0            | 0            | 0            | 0            | 0        | 0      | 0           | 0          |
| D. Bragantini  | -        | -       | -           | -          | -            | -            | -            | -            | -        | -      | -           | -          |
| M. Cancellieri | 12       | 1       | 1           | 0          | 2            | 1            | 0            | 0            | 14       | 2      | 1           | 0          |
| G. Caprari     | 35       | 12      | 4           | 0          | -            | -            | -            | -            | 35       | 12     | 4           | 0          |
| N. Casale      | 36       | 0       | 10          | 0          | 1            | 0            | 0            | 0            | 37       | 0      | 10          | 0          |
| F. Ceccherini  | 34       | 1       | 12          | 1          | 1            | 0            | 0            | 0            | 35       | 1      | 12          | 1          |
| M. Çetin       | 2        | 0       | 0           | 0          | 1            | 0            | 0            | 0            | 3        | 0      | 0           | 0          |
| D. Coppola     | 4        | 0       | 0           | 0          | 1            | 0            | 0            | 0            | 5        | 0      | 0           | 0          |
| P. Dawidowicz  | 17       | 0       | 3           | 0          | 1            | 0            | 0            | 0            | 18       | 0      | 3           | 0          |
| F. Depaoli     | 18       | 1       | 3           | 0          | 0            | 0            | 0            | 0            | 18       | 1      | 3           | 0          |
| S. Di Carmine  | 1        | 0       | 1           | 0          | 1            | 0            | 0            | 0            | 2        | 0      | 1           | 0          |
| D. Faraoni     | 32       | 4       | 8           | 1          | -            | -            | -            | -            | 32       | 4      | 8           | 1          |
| M. Florio      | -        | -       | -           | -          | 1            | 0            | 0            | 0            | 1        | 0      | 0           | 0          |
| G. Frabotta    | 2        | 0       | 0           | 0          | 0            | 0            | 0            | 0            | 2        | 0      | 0           | 0          |
| K. Günter      | 30       | 0       | 11          | 0          | 1            | 1            | 1            | 0            | 31       | 1      | 12          | 0          |
| M. Hongla      | 18       | 1       | 3           | 0          | 2            | 0            | 1            | 0            | 20       | 1      | 4           | 0          |
| I. Ilić        | 32       | 1       | 6           | 1          | 2            | 1            | 0            | 0            | 34       | 2      | 6           | 1          |
| N. Kalinić     | 14       | 4       | 5           | 1          | 1            | 0            | 0            | 0            | 15       | 4      | 5           | 1          |
| K. Lasagna     | 28       | 2       | 1           | 0          | 1            | 0            | 0            | 0            | 29       | 2      | 1           | 0          |
| D. Lazović     | 34       | 1       | 2           | 0          | 1            | 1            | 0            | 0            | 35       | 2      | 2           | 0          |
| G. Magnani     | 14       | 0       | 3           | 1          | 1            | 0            | 0            | 0            | 15       | 0      | 3           | 1          |
| L. Montipò     | 34       | -50     | 1           | 0          | -            | -            | -            | -            | 34       | -50    | 1           | 0          |
| I. Pandur      | 3        | -6      | 0           | 0          | 2            | -4           | 0            | 0            | 5        | -10    | 0           | 0          |
| M. Praszelik   | 2        | 0       | 0           | 0          | 0            | 0            | 0            | 0            | 2        | 0      | 0           | 0          |
| A. Ragusa      | 0        | 0       | 0           | 0          | 1            | 1            | 0            | 0            | 1        | 1      | 0           | 0          |
| P. Retsos      | 5        | 0       | 0           | 0          | 0            | 0            | 0            | 0            | 5        | 0      | 0           | 0          |
| K. Rüegg       | 0        | 0       | 0           | 0          | 1            | 0            | 0            | 0            | 1        | 0      | 0           | 0          |
| G. Simeone     | 35       | 17      | 8           | 0          | -            | -            | -            | -            | 35       | 17     | 8           | 0          |
| B. Šutalo      | 24       | 0       | 0           | 0          | 1            | 0            | 1            | 0            | 25       | 0      | 1           | 0          |
| A. Tameze      | 38       | 4       | 4           | 0          | 2            | 0            | 0            | 0            | 40       | 4      | 4           | 0          |
| F. Terracciano | 1        | 0       | 0           | 0          | 1            | 0            | 0            | 0            | 2        | 0      | 0           | 0          |
| M. Turra       | -        | -       | -           | -          | -            | -            | -            | -            | -        | -      | -           | -          |
| M. Veloso      | 22       | 0       | 6           | 1          | 2            | 0            | 0            | 0            | 24       | 0      | 6           | 1          |
| M. Zaccagni    | 2        | 2       | 0           | 0          | 1            | 0            | 0            | 0            | 3        | 2      | 0           | 0          |